# Liste der Kulturdenkmäler in Höchstberg
In der Liste der Kulturdenkmäler in Höchstberg sind alle Kulturdenkmäler der rheinland-pfälzischen Ortsgemeinde Höchstberg aufgeführt. Grundlage ist die Denkmalliste des Landes Rheinland-Pfalz (Stand: 17. Juli 2023).

## Einzeldenkmäler
| Bezeichnung                   | Lage                                | Baujahr    | Beschreibung                                                                              | Bild                           |
| ----------------------------- | ----------------------------------- | ---------- | ----------------------------------------------------------------------------------------- | ------------------------------ |
| Katholische Kirche St. Markus | Hauptstraße 8 Lage                  | um 1950/60 | vierachsiger Saalbau, um 1950/60                                                          | weitere Bilder Fotos hochladen |
| Wohnhaus                      | Hauptstraße 17 Lage                 | um 1800    | Fachwerkhaus einer Hofanlage, teilweise massiv oder verschiefert, wohl um 1800            | BW                             |
| Schulhaus                     | Hauptstraße 42 Lage                 | 1910       | ehemalige Schule; teilweise Basaltbruchstein, Fachwerk oder verschiefert, bezeichnet 1910 | weitere Bilder Fotos hochladen |
| Bahnhof Uersfeld              | Bahnhof Uersfeld, Am Bahnhof 3 Lage | 1906       | Stationsgebäude: Putzbau, Wartehalle: Bruchsteinbau, angeblich von 1906                   | weitere Bilder Fotos hochladen |